# Elecciones estatales de Morelos de 2018
Las Elecciones estatales de Morelos se realizaron el domingo 1 de julio de 2018, simultáneamente con las elecciones federales, y en ellas se renovaron los siguientes cargos de elección popular:
- Gobernador del Estado de Morelos. Titular del poder ejecutivo del estado, electo para un periodo de seis años, no reelegible en ningún caso, el candidato electo fue Cuauhtémoc Blanco
- 20 diputados del Congreso del Estado. De los cuales 12 son electos por mayoría relativa y 8 por representación proporcional.[2]
- 33 ayuntamientos. Compuestos por un presidente municipal, un síndico y sus regidores. Electos para un periodo de tres años, reelegibles únicamente para el periodo siguiente.

## Organización

### Partidos políticos
En las elecciones estatales participaron once partidos políticos. Nueve partidos nacionales: Partido Acción Nacional, Partido Revolucionario Institucional, Partido de la Revolución Democrática, Partido del Trabajo, Partido Verde Ecologista de México, Nueva Alianza, Movimiento Ciudadano, Movimiento Regeneración Nacional y Partido Encuentro Social. Y dos partidos políticos estatales: Partido Socialdemócrata y Partido Humanista de Morelos.

### Distritos electorales
Para la elección de diputados de mayoría relativa del Congreso del Estado de Morelos, la entidad se divide en 12 distritos electorales.
| Distrito | Cabecera        | Municipios | Mapa |
| -------- | --------------- | ---------- | ---- |
| 1        | Cuernavaca      | 1          |      |
| 2        | Cuernavaca      | 1          |      |
| 3        | Tepoztlán       | 6          |      |
| 4        | Yecapixtla      | 7          |      |
| 5        | Temixco         | 3          |      |
| 6        | Jiutepec        | 1          |      |
| 7        | Cuautla         | 1          |      |
| 8        | Xochitepec      | 2          |      |
| 9        | Puente de Ixtla | 6          |      |
| 10       | Ciudad Ayala    | 4          |      |
| 11       | Jojutla         | 4          |      |
| 12       | Yautepec        | 2          |      |

### Campañas
Las campañas a la gubernatura iniciaron el 29 de abril. Ese día, Víctor Caballero del PAN inició sus actividades en el municipio de Jojutla, Nadia Luz del Partido Verde empezó su campaña en Jiutepec, Rodrigo Galloso del PRD y Alejandro Vera de Nueva Alianza iniciaron en Cuautla, el candidato independiente Fidel Demédicis empezó su campaña en Tlalnepantla, Cuauhtémoc Blanco de Morena en la colonia Antonio Barona de Cuernavaca, Mario Rojas del Partido Humanista en un auditorio de la misma ciudad y Jorge Meade del PRI en la localidad de Coajomulco, en el municipio de Huitzilac.
El primer debate para la gubernatura se realizó el 10 de junio en la Universidad Tecnológica Emiliano Zapata (UTEZ), siendo moderado por Salvador Valora, Leticia Neria y Faustino Medardo Tapia Uribe. El 24 de junio, Vera declinó su candidatura en favor de Cuauhtémoc Blanco.

## Candidaturas y coaliciones

### Por Morelos al frente
El Partido Acción Nacional (PAN), el Partido de la Revolución Democrática (PRD) y el partido Movimiento Ciudadano (MC) conformaron una coalición para las elecciones federales de 2018 bajo el nombre de Por México al Frente. Para las elecciones estatales de Morelos la coalición fue ratificada solo entre el PAN y MC, con el nombre de Por Morelos al Frente. El PRD prefirió no incorporarse a la coalición estatal y en su lugar se alió con el Partido Socialdemócrata (PSD) —de registro estatal— con el nombre de Juntos por Morelos. El otro partido político local, el Partido Humanista de Morelos, competirá en solitario.

### Juntos haremos historia
El partido Movimiento Regeneración Nacional (Morena), el Partido Encuentro Social (PES) y el Partido del Trabajo (PT) establecieron la coalición Juntos Haremos Historia para las elecciones federales y ratificaron la alianza para los comicios estatales de Morelos.

### Otras candidaturas
El Partido Revolucionario Institucional (PRI), el Partido Verde Ecologista de México (PVEM) y el Partido Nueva Alianza (PANAL) establecieron la coalición Todos por México para las elecciones federales, sin embargo, para los comicios estatales no establecieron alianza alguna. 
El 13 de marzo de 2018 fue aprobada la candidatura independiente del senador Fidel Demédicis Hidalgo —exmilitante del Partido de la Revolución Democrática (PRD)—, tras presentar 40 mil firmas de apoyo.

## Encuestas de intención de voto

### Elección de Gobernador
| Encuestadora      | Fecha                   | Muestra            | Blanco | Caballero | Vera  | Ocaranza | Gayosso | Independiente | Otro/Nulo Ninguno | NC/NS | Margen de error |
| ----------------- | ----------------------- | ------------------ | ------ | --------- | ----- | -------- | ------- | ------------- | ----------------- | ----- | --------------- |
| Encuestadora      | Fecha                   | Muestra            |        |           |       |          |         |               | Otro/Nulo Ninguno | NC/NS | Margen de error |
| Arias Consultores | 17 de diciembre de 2017 | 3864 encuestados   | 18.0%  | -         | -     | -        | 6.0%    | 4.0%          | 44.0%             | 28.0% | ±2.0%           |
| Massive Caller    | 16 de enero de 2018     | 1000 encuestados   | 26.6%  | 13.9%     | 11.5% | -        | 15.5%   | 5.1%          | 11.6%             | 21.5% | ±3.2%           |
| Massive Caller    | 24 de enero de 2018     | 1000 encuestados   | 31.8%  | 13.5%     | 10.0% | -        | 7.3%    | 4.5%          | 11.3%             | 21.5% | ±3.2%           |
| Massive Caller    | 14 de febrero de 2018   | 1000 encuestados   | 35.5%  | 11.1%     | 8.0%  | -        | 10.0%   | 3.1%          | 9.6%              | 22.2% | ±3.2%           |
| Massive Caller    | 21 de febrero de 2018   | 1000 encuestados   | 34.1%  | 14.2%     | 12.1% | -        | 6.3%    | 7.2%          | 7.2%              | 18.3% | ±3.2%           |
| Massive Caller    | 27 de febrero de 2018   | 1000 encuestados   | 33.1%  | 16.8%     | 12.8% | -        | 8.1%    | 3.9%          | 7.3%              | 18.0% | ±3.2%           |
| Massive Caller    | 13 de marzo de 2018     | 1000 encuestados   | 32.7%  | 15.5%     | -     | 11.8%    | 6.0%    | 3.6%          | 6.9%              | 23.5% | ±3.2%           |
| El Financiero     | 13 de marzo de 2018     | -                  | 42%    | 14%       | 3%    | 16%      | 11%     | 8%            | 7%                | -     | -               |
| Arias Consultores | 5 de abril de 2018      | 6896 encuestados   | 48.0%  | 15.6%     | -     | 6.4%     | 15.0%   | -             | -                 | 15.0% | ±1.2%           |
| Opinión pública   | 8 de abril de 2018      | 500 encuestados    | 29.4%  | 22.5%     | 0.7%  | 16.6%    | 6.9%    | 2.2%          | 6.2%              | 15.5% | Sin datos       |
| El Universal      | 12 de abril de 2018     | 1000 ciudadanos    | 33.7%  | 11.3%     | 4.9%  | 8.0%     | 7.8%    | 8.9%          | 13.6%             | 11.8% | ±3.1%           |
| Opinión Pública   | 25 de abril de 2018     | Sin datos          | 33.5%  | 10.1%     | 2.4%  | 16.2%    | 13.2%   | 3.4%          | 7.8%              | 13.4% | Sin datos       |
| Opinión Pública   | 7 de mayo de 2018       | 500 encuestados    | 31.3%  | 13.1%     | -     | 15.4%    | 12.9%   | 6.7%          | 12.5%             | 8.1%  | ±4.4%           |
| Arias Consultores | 18 de mayo de 2018      | 1725 encuestados   | 36%    | 22%       | -     | 5%       | 6%      | -             | -                 | 31%   | ±1.2%           |
| Opinión Pública   | 23 de mayo de 2018      | 500 encuestados    | 30.3%  | 16.3%     | -     | 15.2%    | 11.8%   | 5.3%          | 9.7%              | 11.4% | ±4.4%           |
| Arias Consultores | 1 de junio de 2018      | 1347 encuestados   | 55.6%  | 13.0%     | -     | 5.6%     | 9.3%    | -             | -                 | 16.7% | ±5%             |
| Opinión Pública   | 4 de junio de 2018      | 500 encuestados    | 32.7%  | 7.3%      | -     | 15.5%    | 17.0%   | 0%            | 9.4%              | 17.8% | ±4.4%           |
| Arias Consultores | 8 de junio de 2018      | 1718 encuestados   | 65.1%  | 16.3%     | -     | 3.5%     | 7.0%    | -             | -                 | 8.1%  | ±5%             |
| Berumen/Ipsos     | 12 de junio de 2018     | 13 000 encuestados | 33.7%  | 19.6%     | 1.7%  | 14.5%    | 10.0%   | 1.8%          | 5.9%              | 10.9% | Sin datos       |
| Reforma           | 14 de junio de 2018     | 1000 personas      | 50%    | 14%       | 3%    | 8%       | 15%     | 4%            | 6%                |       | ±3.9%           |
| Arias Consultores | 15 de junio de 2018     | 1644 personas      | 54.8%  | 16.3%     | -     | 5.8%     | 6.7%    | -             | -                 | 16.3% | ±5%             |
| El Financiero     | 20 de junio de 2018     | 480 personas       | 53%    | 14%       | 3%    | 9%       | 11%     | 5%            | 13%               | -     | ±4.5%           |
| Arias Consultores | 22 de junio de 2018     | 1590 personas      | 64.0%  | 12.8%     | -     | 4.7%     | 7.0%    | -             | -                 | 11.6% | ±5%             |
| Arias Consultores | 26 de junio de 2018     | 4436 personas      | 53.7%  | 14.6%     | -     | 4.9%     | 8.5%    | -             | -                 | 18.3% | ±5%             |

## Resultados electorales

### Congreso del Estado de Morelos
|  | 27.94 % |

|  | 12.15 % |

|  | 12.07 % |

|  | 9.15 % |

|  | 4.94 % |

|  | 4.91 % |

|  | 4.85 % |

|  | 4.27 % |

|  | 4.10 % |

|  | 3.80 % |

|  | 3.45 % |

|  | 3.19 % |

|  | 5.11 % |

|  | 100 % |

### Ayuntamientos
|  | 21.51 % |

|  | 12.80 % |

|  | 10.05 % |

|  | 9.93 % |

|  | 9.78 % |

|  | 6.72 % |

|  | 5.34 % |

|  | 4.75 % |

|  | 4.69 % |

|  | 3.84 % |

|  | 3.80 % |

|  | 3.39 % |

|  | 3.37 % |

|  | 100 % |